# Gisele Mackenzie
Gisèle MacKenzie (10 de enero de 1927 – 5 de septiembre de 2003) fue una cantante canadiense-estadounidense, famosa por sus actuaciones en el popular programa televisivo Your Hit Parade.

## Biografía
Su verdadero nombre era Gisèle Marie-Louise Marguerite LaFlèche, y nació en Winnipeg, Manitoba (Canadá). Estudió violín y canto en el Real Conservatorio de Música de Toronto, Ontario. Tuvo al menos dos programas radiofónicos con la Canadian Broadcasting Corporation, Meet Gisèle y Gisele and Mr. Cable, antes de mudarse a Los Ángeles, California, en 1951. En 1955 adoptó la nacionalidad estadounidense.
MacKenzie poseía una voz cristalina y resonante, con un oído absoluto. Grabó álbumes y sencillos para varios sellos discográficos, entre ellos Capitol Records y RCA Records. En 1953 alcanzó el número 6 en la UK Singles Chart con su versión de "Seven Lonely Days". Su canción de mayor fama fue "Hard To Get", de 1955. 
MacKenzie fue una  experta violinista, e interpretó varios dúos de comedia musical con su mentor Jack Benny.
Cantó con frecuencia en shows televisivos como The Jack Benny Program, The Dinah Shore Chevy Show, The Ford Show, The Pat Boone Chevy Showroom, y The Ed Sullivan Show. También intervino en el drama legal de la NBC Justice, basado en casos reales de la Legal Aid Society del estado de Nueva York. 
Aparte de la televisión, MacKenzie actuó con frecuencia en locales de Las Vegas, Nevada, y en numerosos conciertos por Norteamérica. 
En el medio radiofónico estadounidense, actuó en programas de estrellas de la talla de Bob Crosby y Mario Lanza, y presentó un show titulado Airtime.
En 1952 y 1953 viajó con Benny, quien la recomendó para el programa Your Hit Parade. Durante su período en el programa, la canción "Hard to Get" se convirtió en un éxito. MacKenzie trabajó varios años en el show, dejándolo en 1957 para presentar un espacio de variedades propio, The Gisele MacKenzie Show. Volvió a la televisión en 1963 en The Sid Caesar Show, y fue panelista de muchos concursos. 
En 1963 se editó un disco infantil, "Gisele MacKenzie Sings and Tells the Adventures and Travels of Babar the Elephant," en el cual narraba el libro del autor francés Jean de Brunhoff, complementándolo con canciones de cuna y baladas.  
En sus últimos años, MacKenzie actuó en el teatro musical, con espectáculos como Mame, Gypsy, The Sound of Music, y Hello, Dolly!. Volvió a actuar en los años noventa, haciendo interpretaciones como artista invitada en series televisivas, entre ellas Murder, She Wrote y MacGyver.
A MacKenzie se le concedió una estrella en el Paseo de la Fama de Hollywood, en el 1601 de Vine Street, por su actividad televisiva.
Gisele MacKenzie falleció a causa de un cáncer de colon en 2003 en Burbank, California. Tenía 76 años de edad. Su hija es la intérprete de jazz Gigi MacKenzie.